# Саратан (Республіка Алтай)
Саратан (рос. Саратан) — село Улаганського району, Республіка Алтай Росії. Входить до складу Саратанського сільського поселення.
Населення — 764 особи (2015 рік).